# فرانک اسکارتادوس
فرانک اسکارتادوس (انگلیسی: Frank Skartados؛ ‎۳ ژانویهٔ ۱۹۵۶ – ۱۵ آوریل ۲۰۱۸) سیاست‌مدار و بازرگان اهل ایالات متحده آمریکا بود.